# Ky-Mani Marley

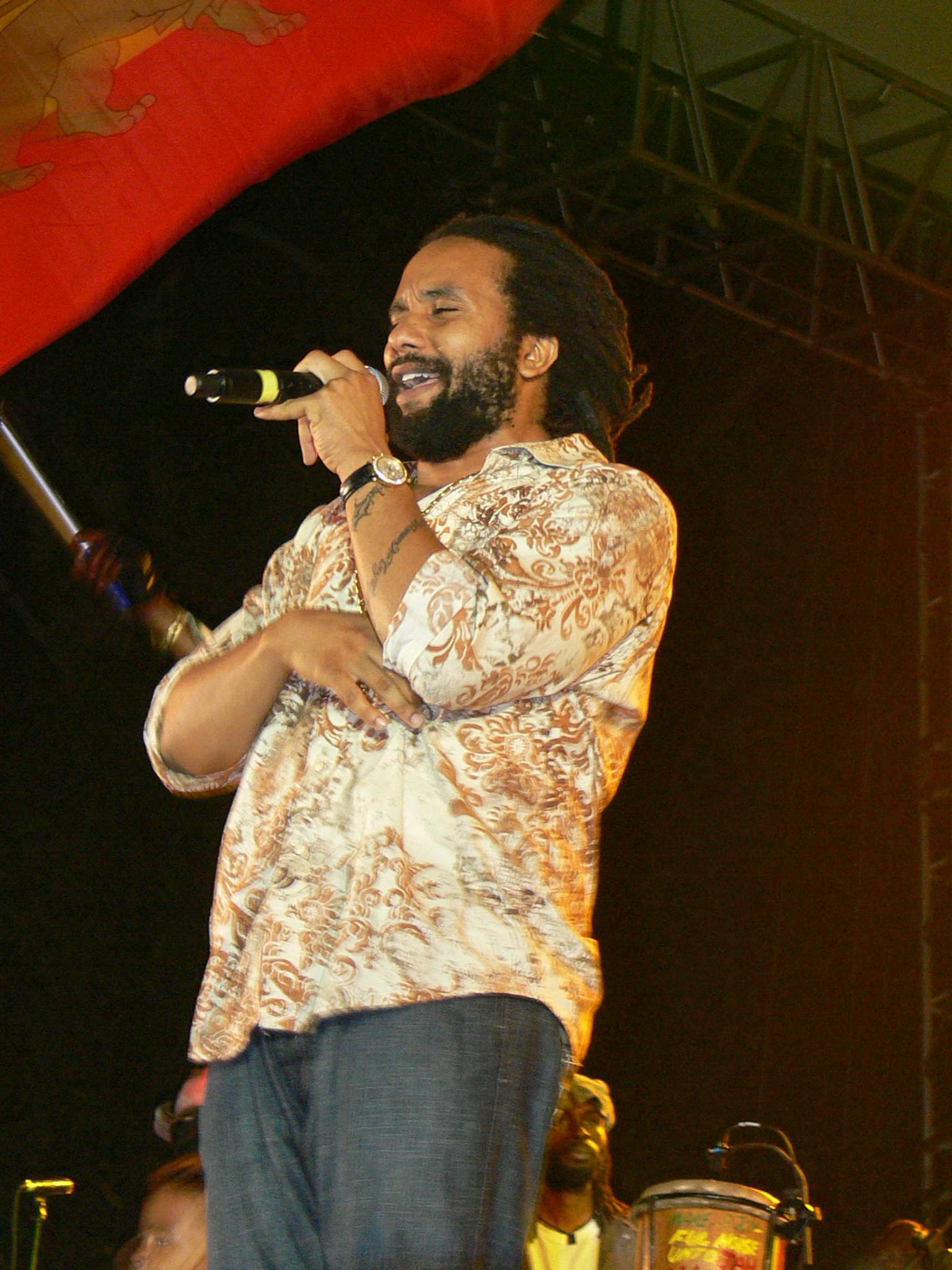
Ky-mani Durante Concerto Em 2008.

Ky-Mani Marley (Kingston, Jamaica, 26 de fevereiro de 1976)é um cantor de reggae jamaicano. É o quarto filho de Bob Marley.

## Juventude
Ky-Mani Marley nasceu em Kingston capital da jamaica em 26 de fevereiro de 1951. Ele gostava muito de seu pai Bob pois o pai dele deixava ele participar dos finais de shows. Iniciou a carreira em 1989 oito anos depois da morte de seu pai. Seu primeiro sucesso foi "Little Sinsemilla".

## Complicações
Em 2004 teve complicações, Ky-Mani Marley foi assaltado o ladrão pediu-lhe dinheiro mas ele se recusou e foi baleado no braço. Em 2009 quase foi preso por uma plantação de maconha mas pagou fiança para não ser preso.

## Discografia
- Like Father Like Son (1996)
- The Journey (2000)
- Many More Roads (2001)
- Milestone (2004)
- Radio (2007)
- "New Heights" [Single] (2012)
- Maestro (2015)

## Filmes
Kymani também é ator e participou como protagonista nos filmes One Love e Conexão Jamaica. Teve outras participações menores nos filmes Correndo Atrás (2000) e Sem sentido (1998)

## Ky-Mani and Andrew
Em 2010 juntou-se ao filho de Peter Tosh,Andrew Tosh e fez a campanha Fathers Homenages cantando musicas de seus pais.